# Изобретение новостей. Как мир узнал о самом себе
«Изобретение новостей. Как мир узнал о самом себе» — научно-популярная книга историка Эндрю Петтигри, который исследует появление журналистики в период 1400—1800 годов, изучает развитие торговой корреспонденции и передачи слухов из уст в уста. Книга была переведена на русский язык Елизаветой Ивановой и Александрой Громченко и опубликована в издательстве «АСТ» в 2021 году.

## Об авторе
Эндрю Петтигри — британский историк. Он является ведущим специалистом по европейской реформации. Занимается исследованием истории книг и эволюцией средств массовой информации. Профессор в Университете Сент-Эндрюса. Специалист по Средневековью.

## Содержание
На страницах книги содержится подробное описание того, как и откуда появляется информация о тех событиях, которые люди не видели лично, особенно, когда не было интернета, газет и телевидения. Как отмечает автор, 9 столетий назад многие люди в Европе не знали название соседнего города. В Средневековье информация распространялась совсем другим образом, чем в наше время, и крестьяне в основном знали, что происходит рядом с ними, но не имели особого представления, что происходит в других странах, хотя иногда до них доходила информация с других концов света. Участники Крестовых походов рассказывали крестьянам, как выглядит Иерусалим и что там происходит. Паломники были единственными массовыми туристами своего времени, которые делились разными историями об увиденном и услышанном во время своих путешествий. Известно о криминальных хрониках, которые продавались на площадях немецких городов в XVI веке, их составлением занимались священники. Листовки обладали красивым дизайном. В верхней части содержалось краткое описание события, которое произошло. Листовки передавали из рук в руки, развешивали на стенах. Данные про такое средство распространения информации сохранилась благодаря священнику-коллекционеру Иоганну Якобу Вику. Вик собирал издания, в которых содержалась информация о том, что происходило в Швейцарии и в других странах. В его коллекции хранились печатные материалы, около 500 брошюр и 400 листовок. Цюрихский типограф привозил для Вика материалы с Франкфуртской ярмарки, в которых содержалась информация о преступлениях. В 1586 году лондонский печатник Томас Пурфут разместил в отчете информацию о тройном убийстве в Руане и это событие так потрясло людей, что обсуждалось даже за границей, потому что читателям нравилось узнавать о резонансных событиях. Иоганн Якоб Вик фиксировал информацию о наводнениях и землетрясениях, о кометах и северном сиянии.
В XV веке посланник, который мог доставить письмо из Венеции в Рим меньше, чем за 40 часов, мог заработать 40 дукатов, что приравнивалось к мелкой зарплате чиновника за год. Если на доставку информации нужно было 4 дня, тогда оплата была намного меньше и стоила только 10 дукатов. Информационные агентства в основном развивались в Риме и Венеции, потому что Рим был важным политическим центром, а Венеция — торговым.
На территории Италии в XV веке появились рукописные авизо, которые представляли собой сводки об окончании сражений и данные о поездках кардинала, которые стоили немалых денег. В 1857 году в Риме был казнен главарь газетчиков за распространение информации, которая порочила папу. Первые газеты представляли собой анонимные сочинения, которые размещались на древнеримской статуе Пасквино.
В книге также рассказывается о провальных попытках властей изобрести свои новости, чтобы население получало именно ту информацию, которую необходимо. Появление газет датируют 1605 годом, а к концу XVII века в Германии было свыше 200 разных газет. Автор книги утверждает, что к этому времени было напечатано 70 миллионов экземпляров газет.
XVIII-XIX век стал переломным моментом для развития средств массовой информации.

## Отзывы
Журнал New Yorker охарактеризовал книгу «Изобретение новостей» как «разоблачительную историю». Литературный критик Адам Кирш заявил, что «Изобретение новостей» — это выдающееся предисловие к прошлому времени, благодаря которому людям легче понять то, что будет в будущем.
Видно, что Петтигри писал эту книгу с удовольствием: он влюблен во всех своих персонажей, распускающих слухи, перешептывающихся, произносящих речи и читающих проповеди.Максим Мамлыга, Esquire
Также, Максим Мамлыга отмечает, что в книге раскрыта почти вся история медиа эпохи Ренессанса. Читатель узнает о путях передачи информации и о существовании источников, которые для этого использовались.